# Ernest Nuamah
Ernest Nuamah Appiah (Kumasi, 1º novembre 2003) è un calciatore ghanese, attaccante dell'Olympique Lione e della nazionale ghanese.

## Carriera

### Club
Cresciuto nella Right to Dream Academy, nel gennaio 2022 è stato acquistato dai danesi del Nordsjælland. Il 10 aprile successivo ha esordito nella Superligaen, disputando l'incontro pareggiato per 2-2 contro l'Aarhus, partita nella quale ha anche realizzato una rete.
Nell'estate del 2023 viene acquistato dall'RWDM47, squadra neopromossa in Jupiler Pro League, per 30 milioni di euro (registrando l'acquisto più costoso nella storia del campionato belga) e girato in prestito all'Olympique Lione, entrambe società di proprietà dell'uomo d'affari statunitense John Textor.
Il 7 luglio 2024 viene riscattato dal club francese.

### Nazionale
Ha giocato nella nazionale ghanese Under-23.
Il 18 giugno 2023 debutta con la nazionale maggiore ghanese nel pareggio per 0-0 contro il Madagascar. Il 7 settembre seguente realizza il suo primo gol per la selezione ghanese nel successo per 2-1 contro la Rep. Centrafricana.

## Statistiche

### Presenze e reti nei club
Statistiche aggiornate al 9 febbraio 2025.
| Stagione            | Squadra             | Campionato          | Campionato | Campionato | Coppe nazionali | Coppe nazionali | Coppe nazionali | Coppe continentali | Coppe continentali | Coppe continentali | Altre coppe | Altre coppe | Altre coppe | Totale | Totale |
| Stagione            | Squadra             | Comp                | Pres       | Reti       | Comp            | Pres            | Reti            | Comp               | Pres               | Reti               | Comp        | Pres        | Reti        | Pres   | Reti   |
| ------------------- | ------------------- | ------------------- | ---------- | ---------- | --------------- | --------------- | --------------- | ------------------ | ------------------ | ------------------ | ----------- | ----------- | ----------- | ------ | ------ |
| gen.-giu. 2022      | Nordsjælland        | SL                  | 9          | 1          | CD              | -               | -               | -                  | -                  | -                  | -           | -           | -           | 9      | 1      |
| 2022-2023           | Nordsjælland        | SL                  | 30         | 12         | CD              | 4               | 3               | -                  | -                  | -                  | -           | -           | -           | 34     | 15     |
| 2023-2024           | Nordsjælland        | SL                  | 4          | 4          | CD              | 0               | 0               | UECL               | 2                  | 0                  | -           | -           | -           | 6      | 4      |
| Totale Nordsjælland | Totale Nordsjælland | Totale Nordsjælland | 43         | 17         |                 | 4               | 3               |                    | 2                  | 0                  |             | -           | -           | 49     | 20     |
| 2023-2024           | Olympique Lione     | L1                  | 29         | 3          | CF              | 4               | 0               | -                  | -                  | -                  | -           | -           | -           | 33     | 3      |
| 2024-2025           | Olympique Lione     | L1                  | 21         | 3          | CF              | 1               | 0               | UEL                | 9                  | 3                  |             | -           | -           | 31     | 6      |
| Totale Lione        | Totale Lione        | Totale Lione        | 50         | 6          |                 | 5               | 0               |                    | 9                  | 3                  |             | -           | -           | 64     | 9      |
| Totale carriera     | Totale carriera     | Totale carriera     | 93         | 23         |                 | 9               | 3               |                    | 11                 | 3                  |             | -           | -           | 113    | 29     |

### Cronologia presenze e reti in nazionale
| Cronologia completa delle presenze e delle reti in nazionale ― Ghana | Cronologia completa delle presenze e delle reti in nazionale ― Ghana | Cronologia completa delle presenze e delle reti in nazionale ― Ghana | Cronologia completa delle presenze e delle reti in nazionale ― Ghana | Cronologia completa delle presenze e delle reti in nazionale ― Ghana | Cronologia completa delle presenze e delle reti in nazionale ― Ghana | Cronologia completa delle presenze e delle reti in nazionale ― Ghana | Cronologia completa delle presenze e delle reti in nazionale ― Ghana |
| Data                                                                 | Città                                                                | In casa                                                              | Risultato                                                            | Ospiti                                                               | Competizione                                                         | Reti                                                                 | Note                                                                 |
| -------------------------------------------------------------------- | -------------------------------------------------------------------- | -------------------------------------------------------------------- | -------------------------------------------------------------------- | -------------------------------------------------------------------- | -------------------------------------------------------------------- | -------------------------------------------------------------------- | -------------------------------------------------------------------- |
| 18-6-2023                                                            | Antananarivo                                                         | Madagascar                                                           | 0 – 0                                                                | Ghana                                                                | Qual. Coppa d'Africa 2023                                            | -                                                                    | 62’                                                                  |
| 7-9-2023                                                             | Kumasi                                                               | Ghana                                                                | 2 – 1                                                                | Rep. Centrafricana                                                   | Qual. Coppa d'Africa 2023                                            | 1                                                                    | 63’                                                                  |
| 12-9-2023                                                            | Kumasi                                                               | Ghana                                                                | 3 – 1                                                                | Liberia                                                              | Amichevole                                                           | 1                                                                    | 62’                                                                  |
| 14-10-2023                                                           | Charlotte                                                            | Messico                                                              | 2 – 0                                                                | Ghana                                                                | Amichevole                                                           | -                                                                    | 64’                                                                  |
| 17-10-2023                                                           | Nashville                                                            | Stati Uniti                                                          | 4 – 0                                                                | Ghana                                                                | Amichevole                                                           | -                                                                    | 75’                                                                  |
| 17-11-2023                                                           | Kumasi                                                               | Ghana                                                                | 1 – 0                                                                | Madagascar                                                           | Qual. Mondiali 2026                                                  | -                                                                    | 73’                                                                  |
| 21-11-2023                                                           | Iconi                                                                | Comore                                                               | 1 – 0                                                                | Ghana                                                                | Qual. Mondiali 2026                                                  | -                                                                    | 65’                                                                  |
| 8-1-2024                                                             | Kumasi                                                               | Ghana                                                                | 0 – 0                                                                | Namibia                                                              | Amichevole                                                           | -                                                                    | 71’                                                                  |
| 14-1-2024                                                            | Abidjan                                                              | Ghana                                                                | 1 – 2                                                                | Capo Verde                                                           | Coppa d'Africa 2023 - 1º turno                                       | -                                                                    | 62’                                                                  |
| 22-3-2024                                                            | Marrakech                                                            | Ghana                                                                | 1 – 2                                                                | Nigeria                                                              | Amichevole                                                           | -                                                                    | 90+4’                                                                |
| 26-3-2024                                                            | Marrakech                                                            | Uganda                                                               | 2 – 2                                                                | Ghana                                                                | Amichevole                                                           | -                                                                    | 65’                                                                  |
| 6-6-2024                                                             | Bamako                                                               | Mali                                                                 | 1 – 2                                                                | Ghana                                                                | Qual. Mondiali 2026                                                  | 1                                                                    | 72’                                                                  |
| 10-10-2024                                                           | Accra                                                                | Ghana                                                                | 0 – 0                                                                | Sudan                                                                | Qual. Coppa d'Africa 2025                                            | -                                                                    | 69’                                                                  |
| 15-10-2024                                                           | Bengasi                                                              | Sudan                                                                | 2 – 0                                                                | Ghana                                                                | Qual. Coppa d'Africa 2025                                            | -                                                                    | 57’                                                                  |
| 15-11-2024                                                           | Talatona                                                             | Angola                                                               | 1 – 1                                                                | Ghana                                                                | Qual. Coppa d'Africa 2025                                            | -                                                                    | 85’                                                                  |
| 18-11-2024                                                           | Accra                                                                | Ghana                                                                | 1 – 2                                                                | Niger                                                                | Qual. Coppa d'Africa 2025                                            | -                                                                    |                                                                      |
| 21-3-2025                                                            | Accra                                                                | Ghana                                                                | 5 – 0                                                                | Ciad                                                                 | Qual. Mondiali 2026                                                  | 1                                                                    | 71’                                                                  |
| 24-3-2025                                                            | Al Hoceima                                                           | Madagascar                                                           | 0 – 3                                                                | Ghana                                                                | Qual. Mondiali 2026                                                  | -                                                                    | 80’                                                                  |
| Totale                                                               |                                                                      | Presenze                                                             | 18                                                                   |                                                                      | Reti                                                                 | 4                                                                    |                                                                      |